# Clint Eastwood (single)
"Clint Eastwood" is de debuutsingle van de virtuele band Gorillaz. Het is in het Verenigd Koninkrijk uitgebracht op 5 maart 2001 en is afkomstig van het debuutalbum Gorillaz.
De zang in "Clint Eastwood" is ingezongen door Damon Albarn; de rap is van Del tha Funkee Homosapien. De titel van het nummer verwijst naar de Amerikaanse acteur Clint Eastwood. Aan het begin van de muziekvideo is een stuk zang te horen die rechtstreeks refereert aan The Good, The Bad & The Ugly, een film met Eastwood in een van de hoofdrollen.

## Nummers
- CD

1. "Clint Eastwood"
2. "Clint Eastwood" (Ed Case Refix Edit)
3. "Dracula"
4. "Clint Eastwood (Video)

## Hitnotering
| "Clint Eastwood" in de Nederlandse Top 40 - binnen: 14 april 2001 | "Clint Eastwood" in de Nederlandse Top 40 - binnen: 14 april 2001 | "Clint Eastwood" in de Nederlandse Top 40 - binnen: 14 april 2001 | "Clint Eastwood" in de Nederlandse Top 40 - binnen: 14 april 2001 | "Clint Eastwood" in de Nederlandse Top 40 - binnen: 14 april 2001 | "Clint Eastwood" in de Nederlandse Top 40 - binnen: 14 april 2001 | "Clint Eastwood" in de Nederlandse Top 40 - binnen: 14 april 2001 | "Clint Eastwood" in de Nederlandse Top 40 - binnen: 14 april 2001 |
| Week                                                              | 1                                                                 | 2                                                                 | 3                                                                 | 4                                                                 | 5                                                                 | 6                                                                 |                                                                   |
| ----------------------------------------------------------------- | ----------------------------------------------------------------- | ----------------------------------------------------------------- | ----------------------------------------------------------------- | ----------------------------------------------------------------- | ----------------------------------------------------------------- | ----------------------------------------------------------------- | ----------------------------------------------------------------- |
| Nummer                                                            | 35                                                                | 33                                                                | 27                                                                | 27                                                                | 29                                                                | 34                                                                | uit                                                               |

### NPO Radio 2 Top 2000
| Nummer met noteringen in de NPO Radio 2 Top 2000 | '15 | '16 | '17 | '18 | '19 | '20 | '21 | '22 | '23 | '24 |
| ------------------------------------------------ | --- | --- | --- | --- | --- | --- | --- | --- | --- | --- |
| Clint Eastwood                                   | 567 | 691 | 600 | 574 | 765 | 757 | 825 | 776 | 839 | 956 |

1. ↑  Een vetgedrukt getal geeft de hoogste notering aan.
2. ↑  2015 was het eerste jaar met een notering voor dit nummer.

Damon Albarn · Jamie Hewlett